# Atarba religiosa
Atarba religiosa är en tvåvingeart som beskrevs av Alexander 1946. Atarba religiosa ingår i släktet Atarba och familjen småharkrankar. Inga underarter finns listade i Catalogue of Life.